# Gorges de Toul-Goulic
 (octobre 2022).

Les gorges de Toul-Goulic sont un chaos rocheux granitique situé dans le département des Côtes-d'Armor en Bretagne près des communes de Lanrivain et Tremargat.

## Description

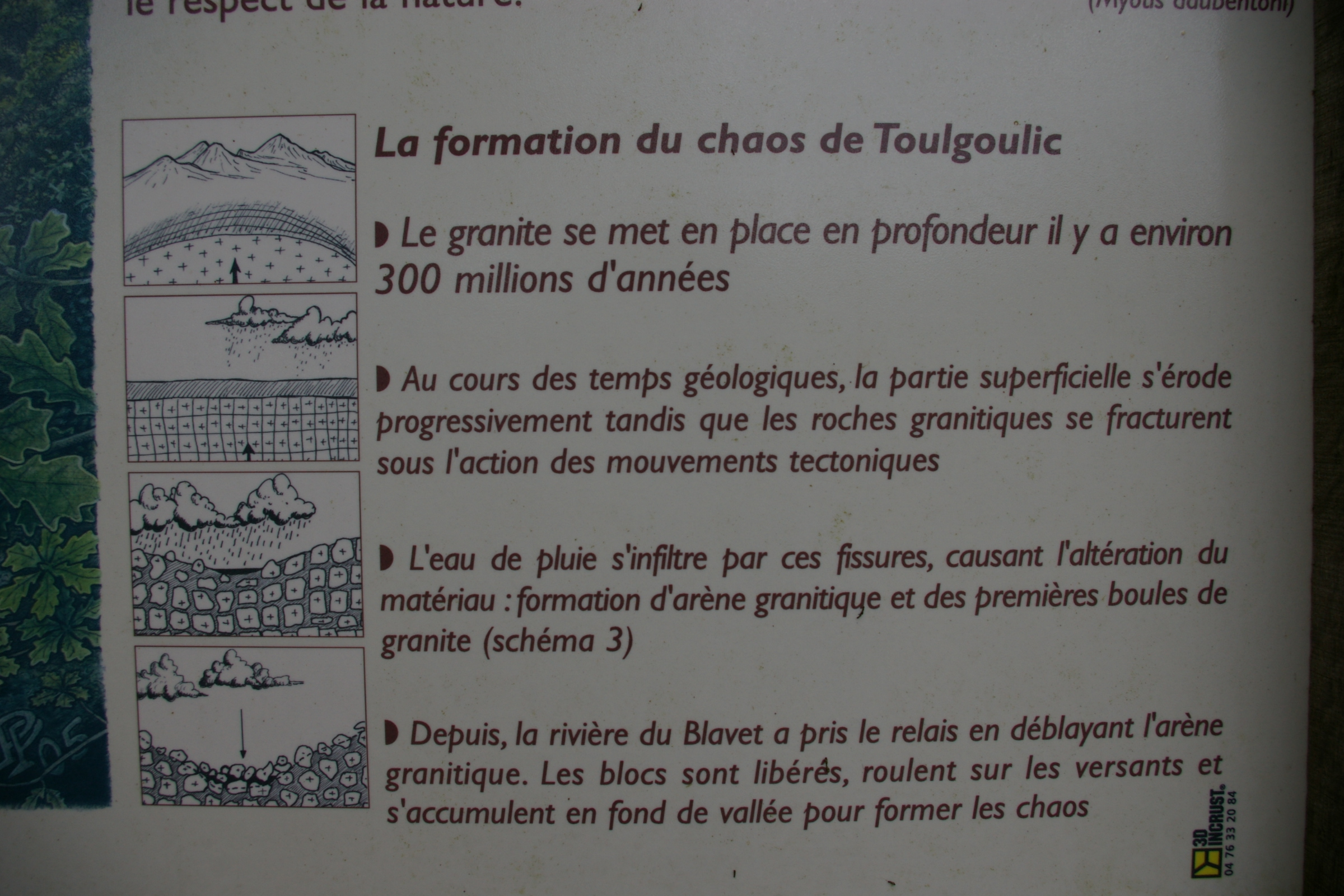
Panneau d'information touristique expliquant la formation du chaos rocheux.

Le site des gorges de Toul-Goulic (Toulgoulic) est une vallée encaissée aux versants abrupts et ombragés peuplés de chênes et de hêtres, un monde de fraîcheur où abondent mousses, lichens et fougères. Le site est à cheval sur les communes de Lanrivain (rive gauche) et de Trémargat (rive droite) et propriété en partie du département des Côtes-d'Armor, le reste étant propriété privée.
Le chaos est traversé par le Blavet. Il est constitué de roches granitiques qui datent d'environ 300 millions d'années qui se sont fracturées sous l'action de mouvements tectoniques au fil des temps géologiques et dont la partie superficielle s'est érodée progressivement sous l'action de l'eau qui s'est infiltrée progressivement dans les fissures, entrainant la formation d'arène granitique le long de celles-ci. Le Blavet a ensuite, à l'emplacement de son cours, érodé cette arène granitique, laissant en place le granite non altéré sous forme de boules qui, roulant le long des versants, se sont accumulées au fond de son lit, entraînant la formation du chaos granitique.

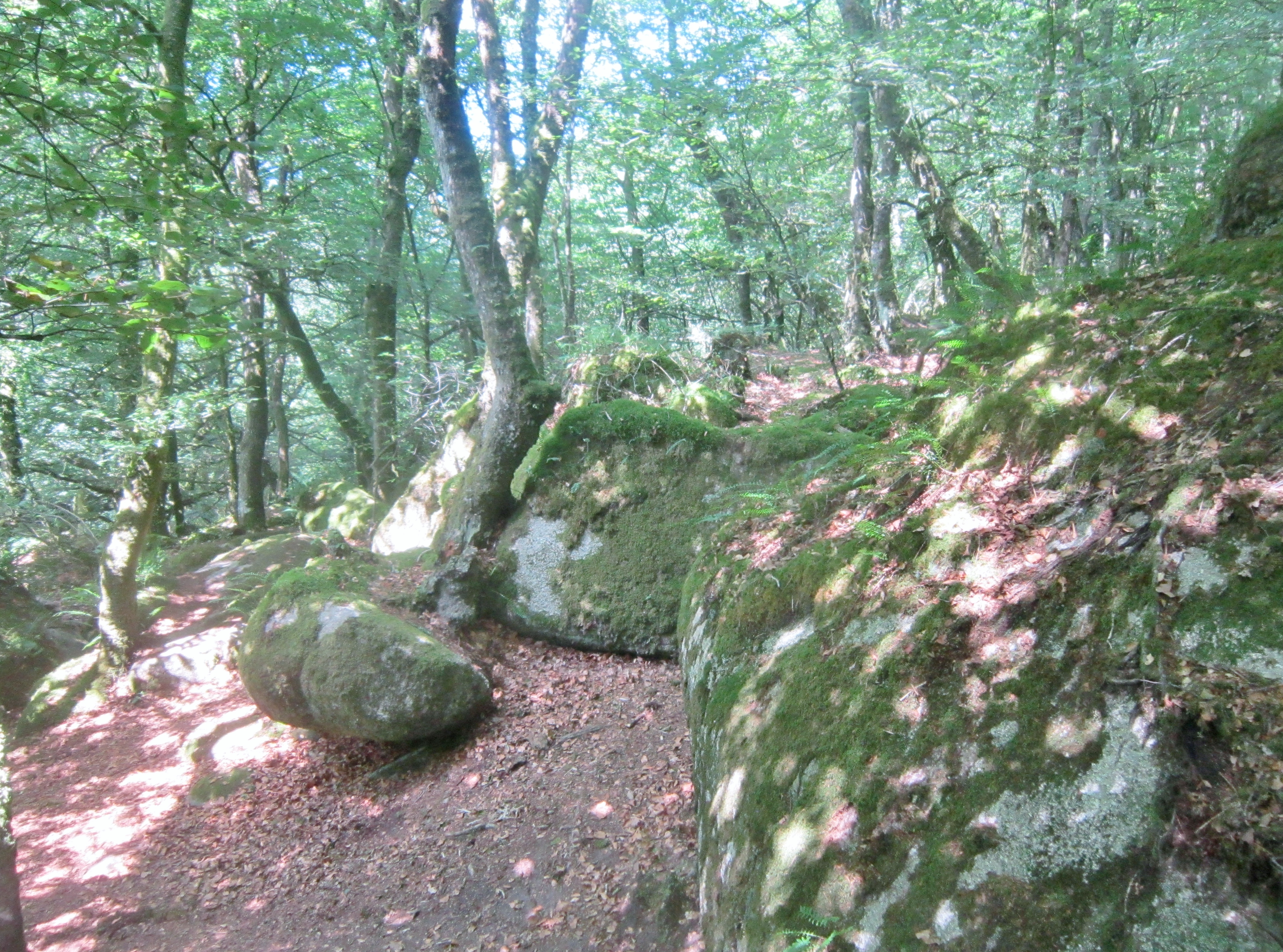
Sentier piétonnier menant aux gorges de Toul-Goulic depuis la rive gauche (côté Lanrivain).
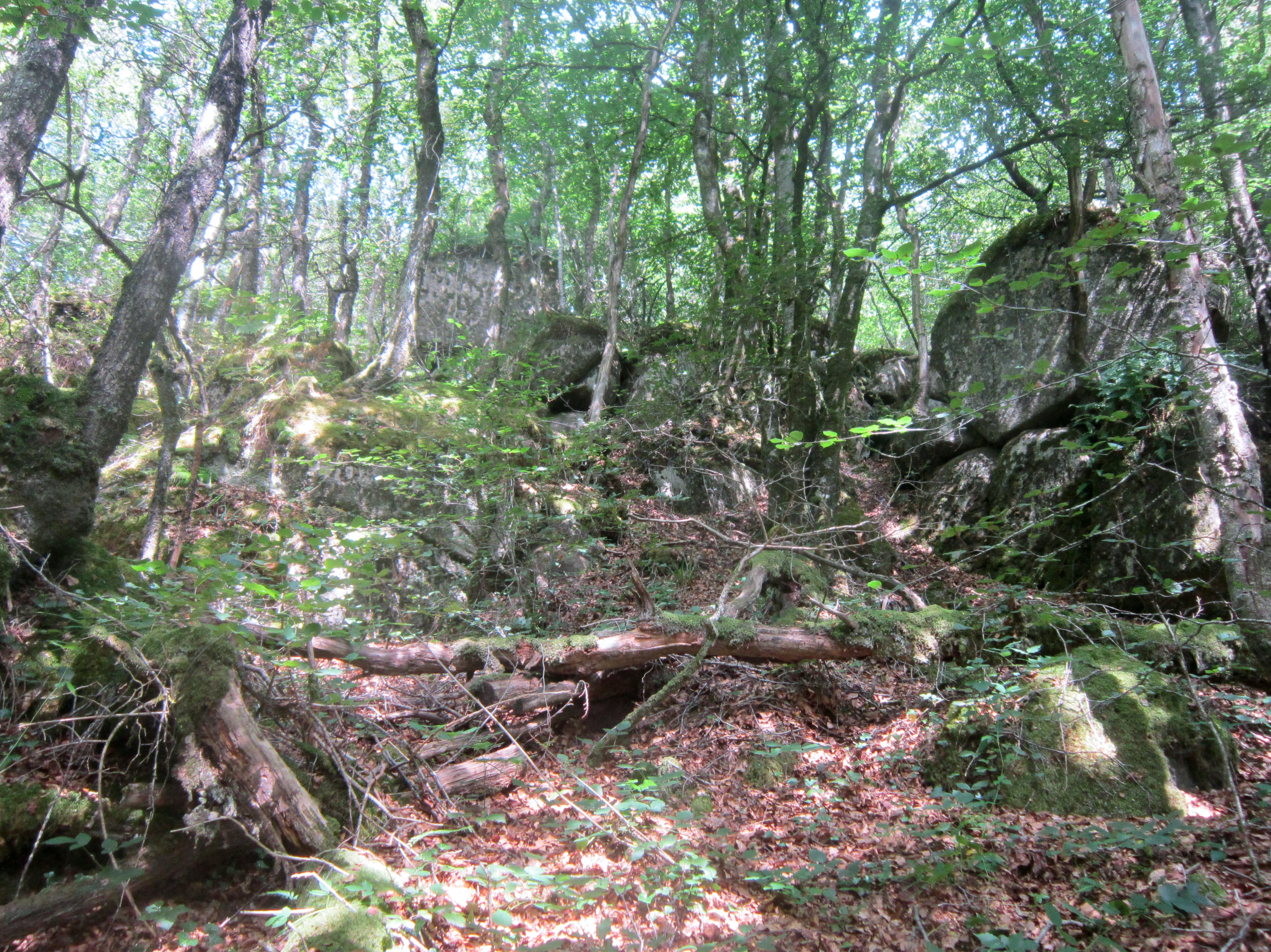
Forêt et rochers des gorges de Toul-Goulic.
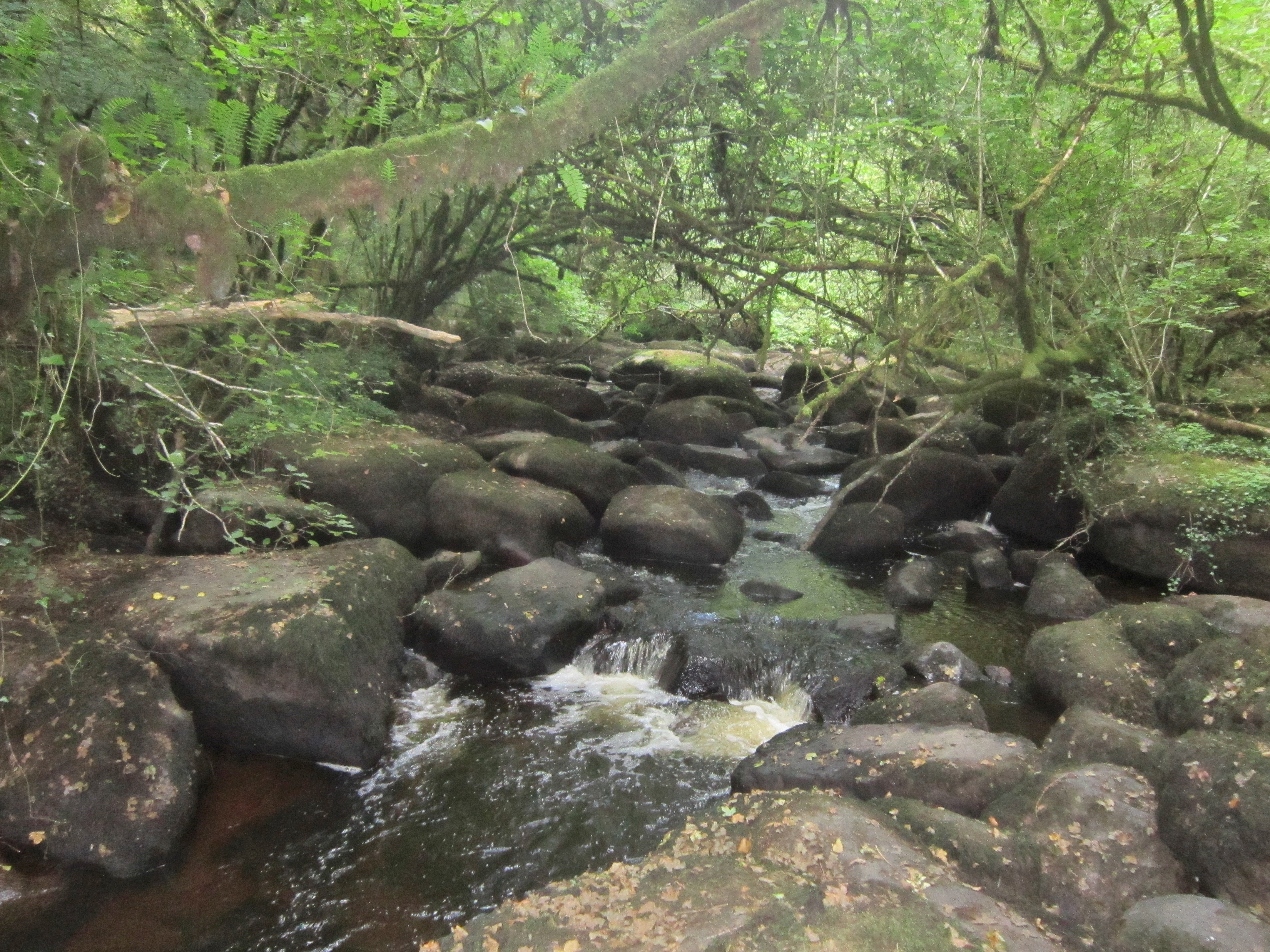
Le Blavet juste en amont de l'endroit où il disparaît sous le chaos granitique de Toul-Goulic 1.
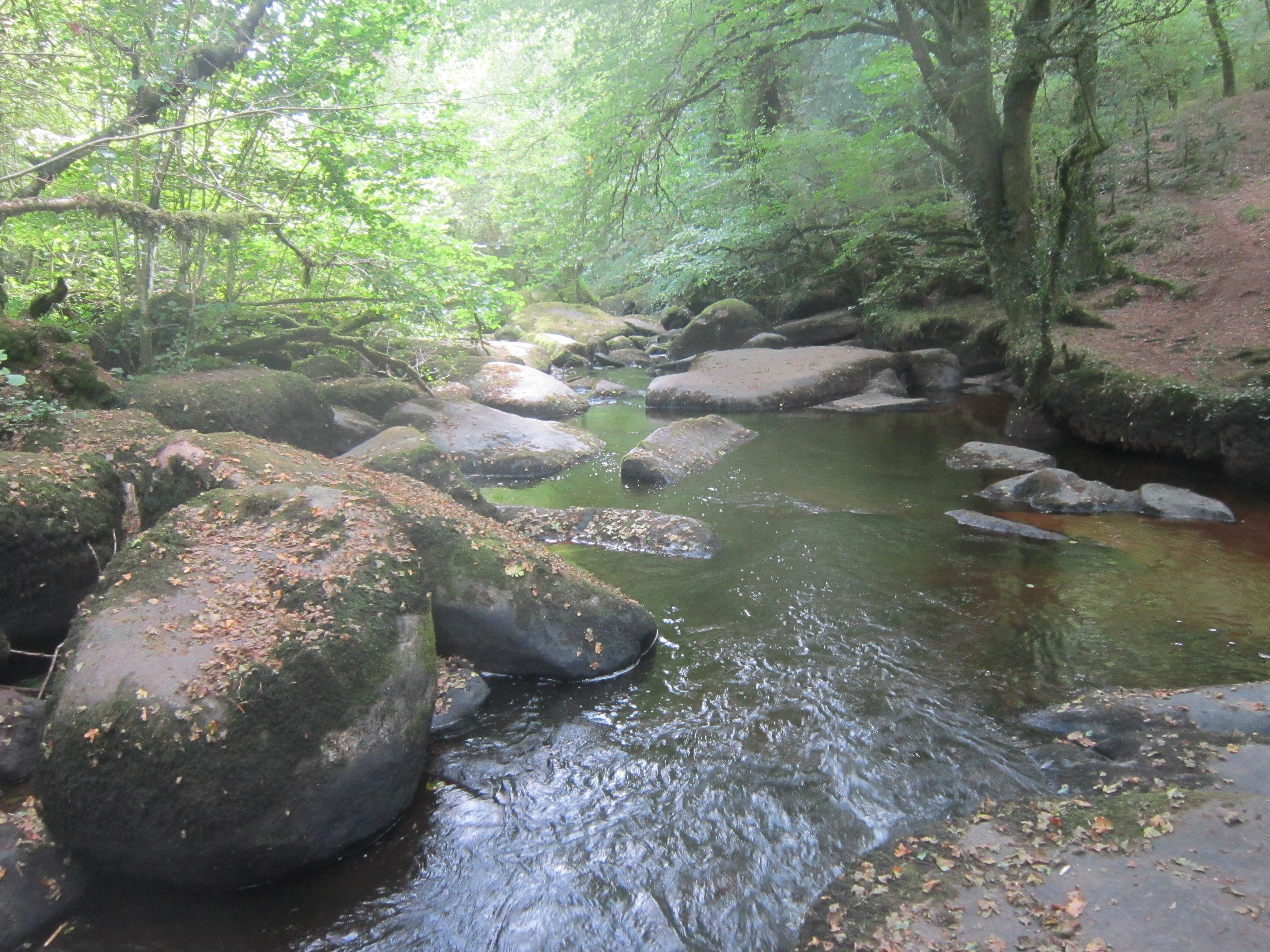
Le Blavet juste en amont de l'endroit où il disparaît sous le chaos granitique de Toul-Goulic 2.
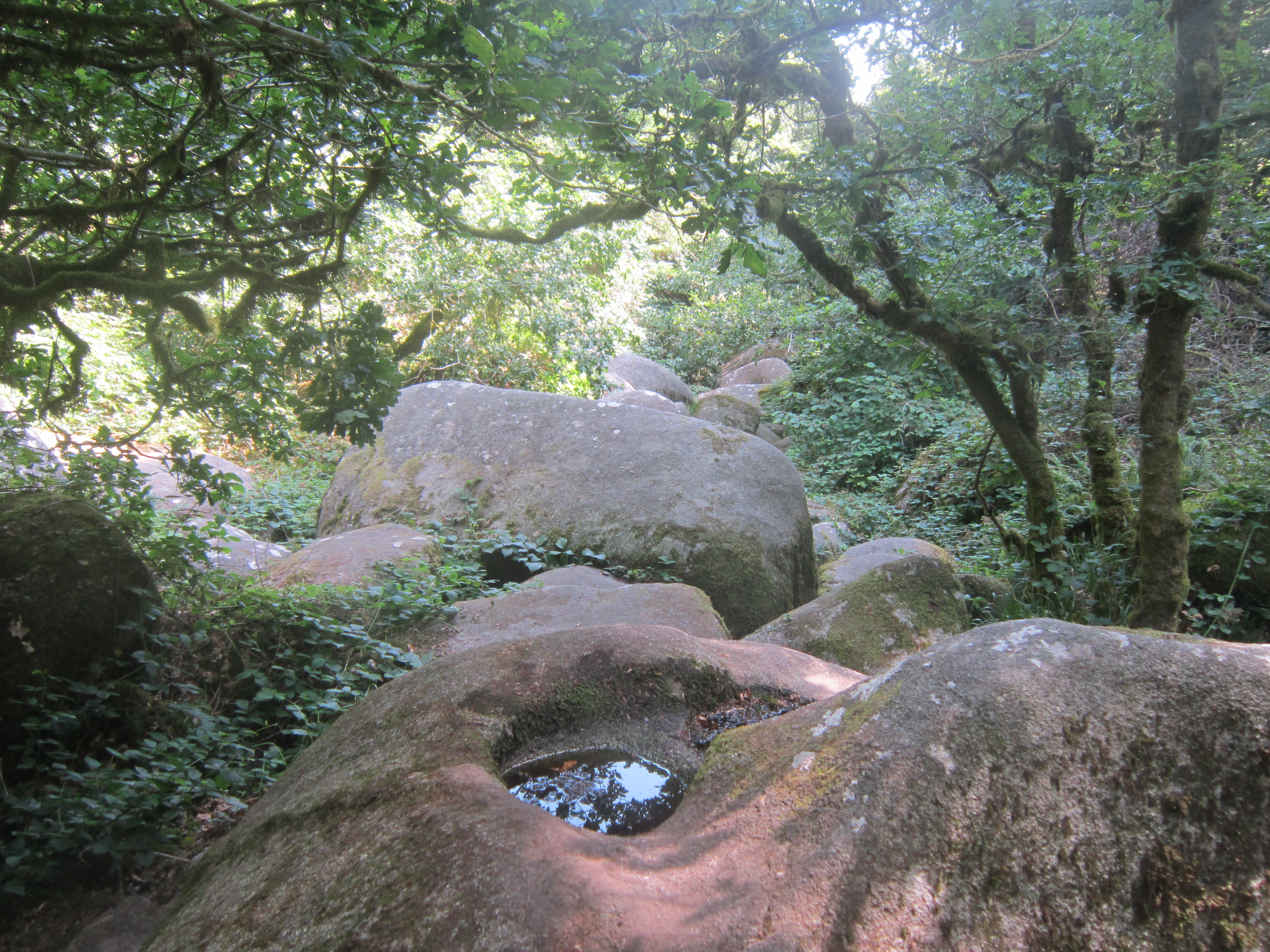
Le chaos granitique de Toul-Goulic : le Blavet coule au-dessous des blocs de granite.
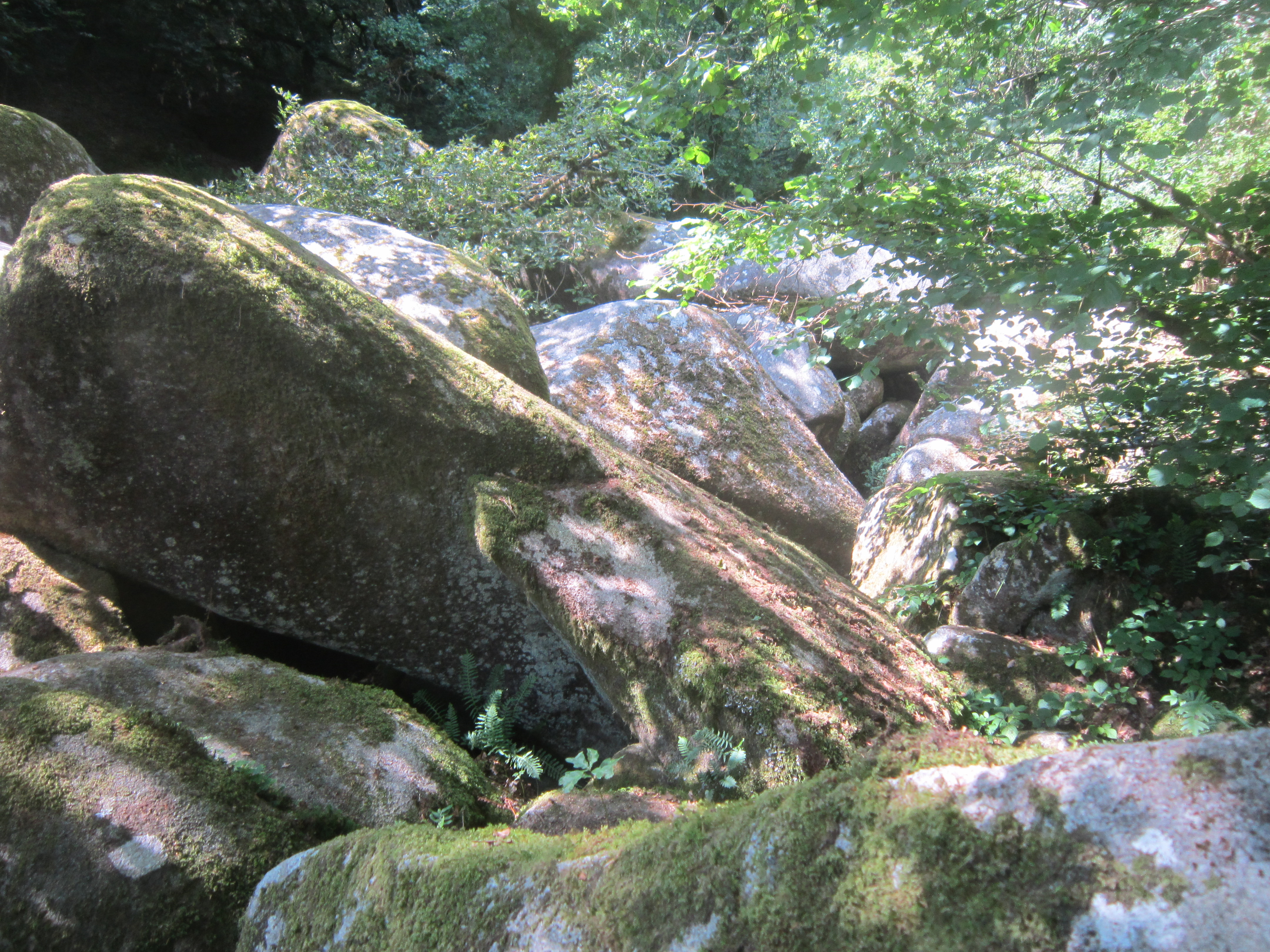
Le chaos granitique de Toul-Goulic : le Blavet coule au-dessous des blocs de granite.
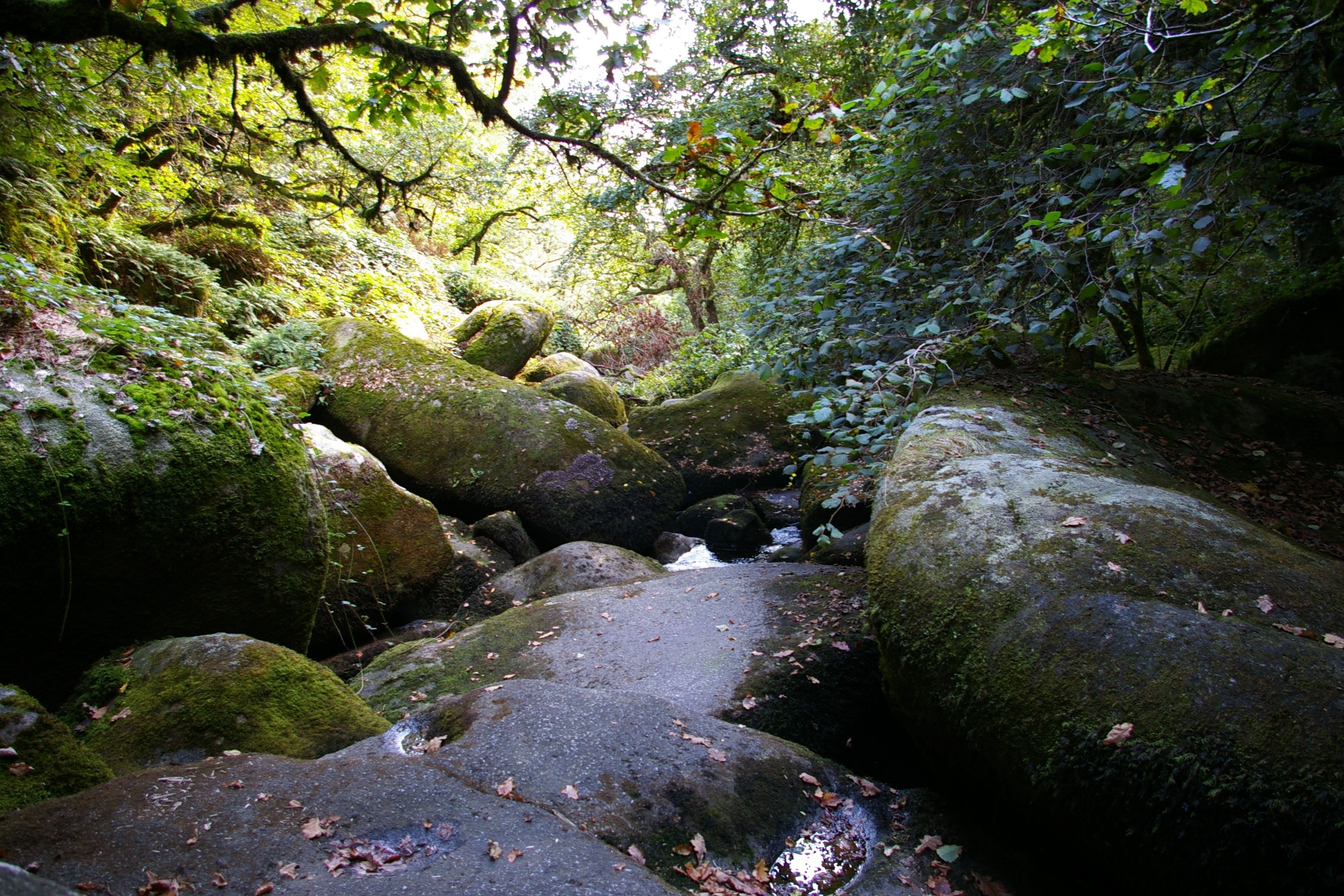
Le chaos rocheux de Toul-Goulic.
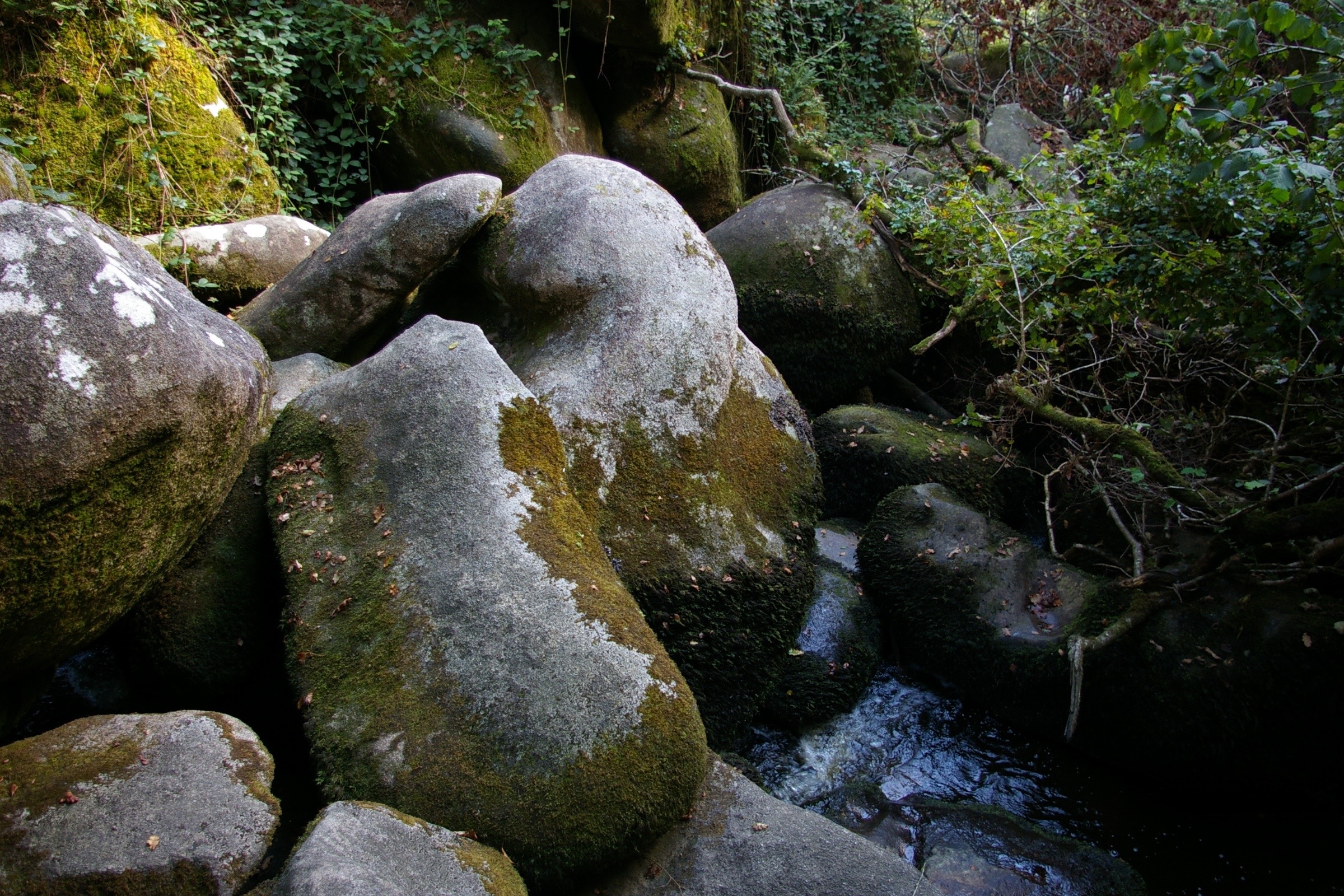
Autre vue du chaos rocheux de Toul-Goulic

## Aux alentours
- Camp protohistorique de Toul-Goulic.
- Il est voisin du site des Gorges du Corong.
- Non loin se trouve le lac de Guerlédan.